# Bactrocera quadrata
Bactrocera quadrata är en tvåvingeart som först beskrevs av May 1963.  Bactrocera quadrata ingår i släktet Bactrocera och familjen borrflugor. Inga underarter finns listade.